# Coca Cola Light Sango
Coca-Cola Light Sango е разновидност на Coca-Cola Light с цитрусов вкус и тъмно оранжев цвят, произвеждана от Coca-Cola Company, за страните Белгия, Люксембург и Франция от средата на 2006 година.
Наименованието идва от френската дума sang, която означава кръв.